# Tysklands flygvapeninspektör
Tysklands flygvapeninspektör, formellt inspektören av flygvapnet (tyska: Inspekteur der Luftwaffe), är den främste företrädaren och representanten för försvarsgrenen flygvapnet inom Tysklands försvarsmakt.
Flygvapeninspektören är chef för flygvapenkommandot (tyska: Kommando Heer) som ingår i flygvapnets organisationsområde. Flygvapenkommandot är direkt underställt försvarsministeriet och är den centrala kontaktpunkten för försvarsministeriet i flygvapenspecifika frågor. Flygvapenkommandot har säte i Gatow (General-Steinhoff-Kaserne).
Samtliga befattningshavare har haft tjänstegraden som generallöjtnant.

## Lista över befattningshavare
| Nr | Namn                               | Porträtt | Tillträdde       | Avgick            |
| -- | ---------------------------------- | -------- | ---------------- | ----------------- |
| 1  | Josef Kammhuber (1896–1986)        |          | 1 juni 1957      | 30 september 1962 |
| 2  | Werner Panitzki (1911–2000)        |          | 1 oktober 1962   | 25 augusti 1966   |
| 3  | Johannes Steinhoff (1913–1994)     |          | 2 september 1966 | 31 december 1970  |
| 4  | Günther Rall (1918–2009)           |          | 1 januari 1971   | 31 mars 1974      |
| 5  | Gerhard Limberg (1920–2006)        |          | 1 april 1974     | 30 september 1978 |
| 6  | Friedrich Obleser (1923–2004)      |          | 1 oktober 1978   | 31 mars 1983      |
| 7  | Eberhard Eimler (1930–2022)        |          | 1 april 1983     | 30 september 1987 |
| 8  | Horst Jungkurth (1933–2022)        |          | 1 oktober 1987   | 31 mars 1991      |
| 9  | Hans-Jörg Kuebart (1934–2018)      |          | 1 april 1991     | 30 september 1994 |
| 10 | Bernhard Mende (1937–2004)         |          | 1 oktober 1994   | 30 september 1997 |
| 11 | Rolf Portz (född 1940)             |          | 1 oktober 1997   | 31 mars 2001      |
| 12 | Gerhard W. Back (född 1944)        |          | 1 april 2001     | 11 januari 2004   |
| 13 | Klaus-Peter Stieglitz (född 1947)  |          | 12 januari 2004  | 29 oktober 2009   |
| 14 | Aarne Kreuzinger-Janik (född 1950) |          | 29 oktober 2009  | 25 april 2012     |
| 15 | Karl Müllner (född 1956)           |          | 25 april 2012    | 29 maj 2018       |
| 16 | Ingo Gerhartz (född 1965)          |          | 29 maj 2018      | Sittande          |